# Max Clifford
Max Clifford, född 6 april 1943 i Kingston-upon-Thames i London, död 10 december 2017 i Cambridgeshire, var en brittisk publicist och manager, oftast sedd som den främsta och mest ansedda av sitt slag i Storbritannien.
Clifford greps i december 2012 för sexbrott mot flickor och kvinnor mellan 14 och 19 år. Han dömdes den 2 maj 2014 till åtta års fängelse inom ramen för Operation Yewtree.